# Modré stíny
Modré stíny jsou česká čtyřdílná televizní minisérie podle knihy Michala Sýkory z televizního cyklu Detektivové od Nejsvětější Trojice. Minisérie byla v premiéře vysílána od 28. února do 20. března 2016 Českou televizí na kanále ČT1. Režie se ujal Viktor Tauš, předlohou byl stejnojmenný detektivní román Michala Sýkory. Navazuje na trojdílnou sérii Případ pro exorcistu (2015) a hlavními postavami je opět tým vyšetřovatelů kolem Marie Výrové (Klára Melíšková).

## Synopse
V pokračování televizního cyklu Detektivové od Nejsvětější Trojice zavede tým Marie Výrové (Klára Melíšková), jenž je složen z Pavla Mráze (Stanislav Majer), Viktora Vitouše (Miroslav Krobot) a Kristýny Horové (Tereza Voříšková), k případu zastřeleného docenta. Tělo docenta bylo nalezeno jeho uklízečkou přímo u něj v kanceláři. Kriminalisté se snaží přijít na to, zdali vražda souvisí s dlouhodobou snahou oběti k odvolání univerzitního kvestora kvůli machinacím při rekonstrukci historické části univerzity. Vyšetřování kriminalisty ale dovede mnohem dál, než by sami čekali.

## Obsazení

### Hlavní postavy
- Klára Melíšková jako Marie Výrová
- Stanislav Majer jako Pavel Mráz
- Miroslav Krobot jako Viktor Vitouš
- Tereza Voříšková jako Kristýna Horová
- David Novotný jako Baran
- Martin Huba jako Jonáš
- Martin Pechlát jako Termer
- Eva Jeníčková jako Termerová
- Jiří Lábus jako Lautner
- Radka Fidlerová jako Lautnerová

### Dále hrají
- Vladimír Obšil jako Chalupa
- Nataša Burger jako Lydia
- Tomáš Dastlík jako strážmistr Kubík
- Roman Mrázik jako MUDr. Anděl
- Jiří Štrébl jako policejní ředitel
- Matouš Rajmont jako Klestil
- Andrei Toader jako strážmistr Pacák
- Pavel Šimčík jako Kaplan
- Nela Bušková jako Adéla Mrázová
- Stanislav Gerstner jako Březina
- Vojtěch Lipina jako Krupa
- Ladislav Trojan jako Lípa
- Filip Kaňkovský jako Bartoň
- Radim Špaček jako Mařák

a další

## Přehled dílů
| Pořadí | Název      | Režie       | Scénář          | Datum premiéry  | Sledovanost (v milionech) |
| ------ | ---------- | ----------- | --------------- | --------------- | ------------------------- |
| 1      | Díl první  | Viktor Tauš | Petr Jarchovský | 28. února 2016  | 1,051                     |
| 2      | Díl druhý  | Viktor Tauš | Petr Jarchovský | 6. března 2016  | 0,890                     |
| 3      | Díl třetí  | Viktor Tauš | Petr Jarchovský | 13. března 2016 | 0,820                     |
| 4      | Díl čtvrtý | Viktor Tauš | Petr Jarchovský | 20. března 2016 | 0,813                     |

## Recenze a analýzy
- Mirka Spáčilová, iDNES.cz
- Martin Svoboda, Aktuálně.cz
- Radomír D. Kokeš, Modré stíny coby zdrženlivá detektivka: Zdůrazňování, potlačování a tradice kriminální fikce, Iluminace, 2016, č. 4, s. 97–124 [3]